# Lysimachia lanceolata
Lysimachia lanceolata är en viveväxtart som beskrevs av Thomas Walter. Lysimachia lanceolata ingår i släktet lysingar, och familjen viveväxter. Inga underarter finns listade i Catalogue of Life.